# 班布里奇號巡洋舰 (CGN-25)
班布里奇号是美国海军的一艘核动力导弹巡洋舰，是美国继长滩号巡洋舰和企业号航母之后的第3艘核动力水面舰艇。它是莱希级巡洋舰的核动力版本，与核动力航母协同作战，主要用于组成特混编队，执行警戒、防空和反潜等任务。
班布里奇号巡洋舰于1959年由美国伯利恒钢铁公司铺设龙骨，1961年4月15日下水，1961年10月6日服役，服役后与长滩号核动力导弹巡洋舰，企业号航空母舰 (CVN-65)一起执行海环行动，1996年9月13日退役。